# Partido Nacionalista (Portugal)

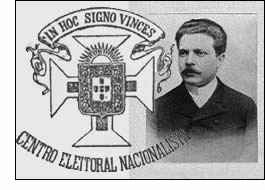
Postal de propaganda do Partido Nacionalista (1903) mostrando Jacinto Cândido e o símbolo do Partido.

O Partido Nacionalista foi um partido político fundado em 1903 por Jacinto Cândido, juntamente com os condes de Bertiandos e de Samodães, na sequência da sua ruptura com Hintze Ribeiro então líder do Partido Regenerador.

## Fundação
A comissão central organizadora do Partido Nacionalista tinha a seguinte composição: Jacinto Cândido da Silva, conde de Bertiandos, Hugo de Lacerda, António Mendes Lages e José Pulido Gardia. A mesa da Assembleia Geral do Congresso tinha como presidente o conde de Samodães e, como secretários, o Padre António Manuel da Silva Pinto de Abreu e António Jorge de Almeida Coutinho e Lemos Ferreira.
Igualmente vemos que os chamados legitimistas vão participar no processo de constituição deste partido, sem prescindirem das suas actividades autónomas sobre a questão dinástica. Em 3 de Abril de 1906, ao descerrar-se um retrato do seu falecido chefe, António Maria da Luz de Carvalho Daun e Lorena, Conde da Redinha, algumas das suas figuras mais destacadas surgiam uma vez mais claramente identificadas: Alexandre de Saldanha da Gama, Miguel Vaz de Almada, conde de São Martinho, conde de Belmonte, Luís Vaz de Almada, Ascenso de Siqueira Freire (S. Martinho), José da Cunha e Lorena, António Albuquerque do Amaral Cardoso, Manuel Ferreira Cardoso, Mota Brandão, António Pereira da Cunha, Zuzarte de Mendonça, Filipe Mendes Leal, João Batalha, António Manzoni de Sequeira, João Correia de Freitas, D. Henrique Zuniga, Pedro de Jesus (convencionado de Évora Monte), Agostinho Maria da Costa Ribeiro, Pedro Lapa, António Mariz de Albuquerque, Júlio Monzó, Manuel Luís da Costa Afonso e Humberto Ferro.

## Descrição
Tinha como antecedentes imediatos um efémero Centro Católico Parlamentar apresentado, em 1894, pelo bispo D. Manuel de Bastos Pina na Câmara dos Pares.
O partido tinha uma orientação predominantemente católica, influenciado pelas encíclicas papais, situando-se à direita dos regeneradores no espectro ideológico.
O programa nacionalista era, em síntese, atendendo à composição dos seus corpos gerentes e ao sentido de muitas das proclamações públicas, eleger deputados para o Parlamento e partir à conquista do Estado dominado pela Maçonaria. Afirmando a obediência ao critério da lei e da ordem, dispunham-se a travar o combate político dentro da legalidade constituída, afirmavam o respeito pela Aliança Inglesa e a obediência aos monarcas descendentes de D. Maria II de Portugal. Mas excluída a questão dinástica, alinhava nas grandes linhas do combate político do legitimismo: a necessidade de restaurar a influência da Igreja e de resolver, simultaneamente, o problema religioso e o problema social. Pronunciavam-se pela liberdade de ensino e por urgentes e vastas medidas de saneamento orçamental das contas do Estado, criticavam o centralismo e as tendências oligárquicas do regime da Carta Constitucional, defendiam a descentralização política e a redefinição das modalidades e instâncias de representação, etc.
Terá como um dos seus maiores apoiantes o então bispo da Guarda D. Manuel Vieira de Matos.
No seu congresso de 1907 foi acordado que tentaria assimilar todos os votos dos católicos ao partido, sob pena de incorrerem numa falta contra a religião católica, mas simplesmente isso provocou uma enorme polémica. Pois logo, em Fevereiro de 1908, surge um artigo na revista Voz de Santo António, próxima da Ordem dos Frades Menores, que afirmava categoricamente que o católico não tinha a obrigação de consciência de votar num candidato católico. Isso não foi bem-aceite e a questão assumiu contornos de assunto nacional aquando da decisão da Santa Sé em suspender a referida revista, em Maio de 1910, e mal interpretada pela opinião pública portuguesa, alimentada pelos jornais anticlericais.
Por isso ou por todas as razões que se prendem com os ideias trazidos pela proclamação da República Portuguesa que aconteceu logo em 5 de Outubro, desse ano, acabou por desaparecer.